# 傾盆
傾盆（Shower）是一種使用兩個以上的物件完成的雜技模式，通常是用球或沙包。它所產生的軌跡是一種繞圈的樣子，以三顆球為例的話，其位換記號為「51」；球高高地從手 A 丟到手 B（5），之後從在底下直接從手 B 短拋給手 A（1）。如果不停交換方向，最終將會演變成「盒子」的模式。
傾盆是一般對於雜技不甚了解的人談到丟球時腦海中最容易浮現出來的圖像，一些對雜技認知不多的插畫家或漫畫家也經常在他們的作品中描繪小丑以極為誇張的圓形路徑丟球，而且要多少顆都行。不過事實上，目前世界上雜技師的極限是做到八顆球的傾盆。
傾盆大致可以分成兩種：同步傾盆（Synchronous Shower），即兩隻手會同時動作；跟非同步傾盆（Asynchronous Shower），即兩隻手是交錯動作的。

## 難度
傾盆一個吸引人之處在於它並不隨著物件的增加而改變；四顆球的模式跟三顆球是一樣的，除了球被丟得更高、更快之外。這不像瀑瀉那樣，它一旦變成偶數顆球就非得丟成噴泉不可。
兩顆球的傾盆是最簡單的，就算完全沒學過雜技的人大都也會，因此有些人覺得那並不算是真的雜技。假如給一個人兩顆球叫他丟，通常他就是會把一個丟起來，把另一顆直接遞給空的手，然後接住剛才丟起的那顆；連續做下去，就變成兩球傾盆了。
某些沒有真正接觸雜技系統但想學雜技的外行人偶爾會自行摸索該怎麼丟，而他們的結論經常就是三球傾盆，但其實對於初學者來說，三球傾盆明顯地比三球瀑瀉要難上許多，因為它的高度高、速度快、而且兩手做的動作並不對稱。不過，一旦學會之後，即便要跟別的招式結合也不會困難了。
五顆球的傾盆已經可以算是職業級的動作了，而再上去就很少人做。根據非官方雜技紀錄的 Bogleg 資料庫，目前六顆球的傾盆紀錄是 Benjamin Thomas 的 280 下，而七顆跟八顆的紀錄則都由 Bruce Sarafian 維持，分別是 80 下跟 32 下。